# Mayorga (Spanje)

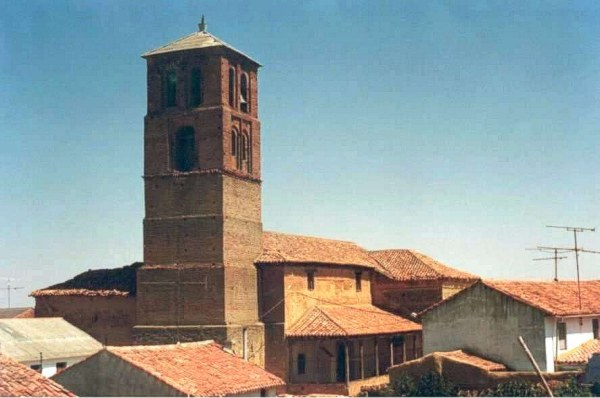
Kerk van Santa María de Arbas

Mayorga is een gemeente in de Spaanse provincie Valladolid in de regio Castilië en León met een oppervlakte van 150,65 km². Mayorga telt 1.649 inwoners (1 januari 2016).